# France Télévisions
France Télévisions är det franska allmänna televisionsföretaget. Man sänder i det franska analoga marknätet kanalerna France 2, France 3, France 4 och France 5. Även Frankrikes största TV-kanal  TF1 var från början en public service-kanal inom statligt ägda France Télévisions men år 1987 privatiserades kanalen genom ägarbyte.
I gruppen ingår även Outre-Mer 1ère som sänder utanför Frankrike. Kanaler som samägs med andra är Ma Planète, Planète Thalassa, Mezzo, fransk-tyska ARTE, EuroNews, den internationella franska TV5-Monde och internationella nyhetskanalen France 24 som sänder både på franska och på engelska. Företaget är medlem i EBU.

## Historik
1975 delade man upp l'ORTF, den dåvarande allmänna sändaren, varpå de tre kanalerna fick egna organisationer och nya namn: TF1, Antenne 2 och FR3. (TF1 privatiserades 1987.)
Bildandet av France Télévision den 7 september 1992 innebar att de statliga kanalerna återigen samordnades och fick de nya namnet France 2 och France 3.
Den 1 augusti bildades holdingbolaget France Télévisions SA. Den 2 augusti 2000 integrerades utbildningskanalen La Cinquième i France Télévisions och år 2002 fick den namnet France 5.
I juli 2004 blev även Réseau France Outre-mer (RFO), som sänder till franska territorier en del av France Télévisions. RFO:s satellitversion (RFO Sat) fick namnet France Ô. Även kanalen France 4, tidigare Festival, startade detta år.

## Distribution
Analogt sänder France Télévisions tre kanaler via marknät och satelliten Atlantic Bird 3 i SECAM-standard. I marknätet sänds France 2, France 3 med regionala varianter och France 5 som sänder under dagtid på den plats där Arte sänder kvällstid. Vi satellit sänder France 3 i en speciell satellitversion.
Digitalt har France 5 och Arte varsin kanalplats och även France 4 sänds digitalt. Digitala sändningar sker via samma satellit samt gratis via det digitala marknätet sedan 2005.
I Sverige distribueras France 2 via det nationella digitala kabelnätet Com hem. Det har även funiits önskemål om att distribuera TF1 i Sverige men beroende på upphovsrättsliga oklarheter har inga avtal om vidaresändningar kunnat träffas. Delar av de franska public service-kanalernas utbud visas även via den internationella kanalen TV5 som i Sverige kan ses via Com hem och satellit.